# Rüdiger Barth (Journalist)
Rüdiger Barth (geboren 1972 in Saarbrücken) ist ein deutscher Journalist und Autor. Er verfasste Sachbücher und einen Roman.

## Leben
Rüdiger Barth wuchs im Schwarzwald auf und lebt mit seiner Familie am Rande Hamburgs.
Er studierte in Tübingen Zeitgeschichte und Allgemeine Rhetorik und besuchte die Henri-Nannen-Schule. Anschließend war er ab dem Jahr 2000 beim Stern tätig, zunächst im Sportressort, dann als Autor und ab dem Jahr 2013 als Managing Editor der Chefredaktion. 2015 bis 2016 war er stellvertretender Chefredakteur der P.M.-Gruppe.
Er gründete mit Freunden die Looping Group, bei der er als Head of Print arbeitet. Im Oktober 2023 meldete die Looping-Mutterfirma Olando Insolvenz an. Die Ursachen der Schieflage sind noch unklar, sie dürfte nach Expertenmeinung in Differenzen mit der BMW-eigenen Agentur – und Looping-Haupt-Auftraggeberin – The Game sowie in außergewöhnlichen Vorleistungen Loopings für BMW im Rahmen der IAA Mobility zu suchen sein. Laut Insolvenzverwalter Ivo-Meinert Willrodt ist die Fortführung des Geschäftsbetriebs mit dem Großkunden BMW gesichert.

## Werke
- mit Giuseppe Di Grazia: Die 10. Magier des Fußballs. Malik, München 2004, ISBN 978-3-89029-277-9.
- mit Marc Bielefeld: Wilde Dichter. Die größten Abenteurer der Weltliteratur. Malik, München 2005, ISBN 978-3-89029-300-4.
- mit Bernd Volland: Ballack – sein Weg. Südwest, München 2006, ISBN 978-3-517-08207-3.
- Endlich weg. Über eine Weltreise zu zweit. Malik, München 2008, ISBN 978-3-89029-341-7.
- Ein Mann ein Boot: Wie man als Landratte zum Segler wird. Piper, München 2014, ISBN 978-3-492-30194-7.
- mit Hauke Friederichs: Die Totengräber. Der letzte Winter der Weimarer Republik. Fischer, Frankfurt am Main 2018, ISBN 978-3-10-397325-9.
  - Niederländisch: De grafdelvers. De laatste winter van de Weimarrepubliek. Hollands Diep, Amsterdam 2018, ISBN 978-90-488-4672-6.
- Das Haifischhaus. Heyne, München 2019, ISBN 978-3-453-27239-2.